# Почтовая площадь (станция метро)
«Почто́вая пло́щадь» (укр. «Пошто́ва пло́ща»,  (слушать)о файле) — 16-я станция Киевского метрополитена. Расположена в Подольском районе, на Оболонско-Теремковской линии, между станциями «Площадь Независимости» и «Контрактовая площадь». Открыта 17 декабря 1976 года в составе первой очереди строительства Куренёвско-Красноармейской линии. Пассажиропоток — 11,5 тыс. чел./сутки.
Поблизости от станции находятся речной вокзал и нижняя станция фуникулёра.

## Конструкция
Станция мелкого заложения, колонная. Имеет подземный зал с островной посадочной платформой. Своды зала опираются на два ряда колонн. Зал соединён лестницей с подземным вестибюлем, который выходит в подземный переход. Наземный вестибюль отсутствует. На станции два ряда по 25 колонн, с шагом 4 метра (уменьшенная версия «сороконожки»).

## Оформление
Архитектура станции посвящена Днепру и водной тематике. Пассажиры, попадая в кассовый зал, видят в центре колонну, облицованную черными полированными плитами грузинского мрамора Садахло. Её цвет контрастирует со светлой облицовкой стен из узбекского мрамора Газган. По верху продольных стен кассового зала выполнен резной фриз по белому мрамору с растительно-животным орнаментом, рисунок которого напоминает о близости древнего Славутича.
Путевые стены станции были облицованы голубой керамической плиткой, создававшей цветовой фон речной глади, колонны — белым уральским мрамором Коелга с ультрамариновыми майоликовыми вертикальными вставками. В 2013 году был проведён ремонт на станции, голубая облицовочная плитка на путевых стенах заменена бежевой. Ряды колонн создают в перспективе обрамление размещённому в торце платформы цветному витражу, изображающему стилизованную панораму современного и древнего Киева вдоль берегов Днепра. Подсветка витража изнутри увеличивает впечатление глубины и простора днепровских далей.
Художественные композиции, расположенные в центре путевых стен, выполнены в технике чеканки по меди и посвящены теме «Путь от Днепра на княжескую гору». На них изображены Днепр, крепостные стены княжего града, а между ними — глинобитные и деревянные домики на Подоле, древняя река Глубочица, природная гавань при впадении реки Почайны в Днепр. Художники как бы продолжили тему Славутича, тему древнего пути «из варяг в греки», воплощённую в мозаичном панно речного вокзала.
Своеобразно было решено освещение центрального зала платформы: световые поперечные линии из опалового оргстекла сложной формы с накладками из литых алюминиевых колец, удаляясь в перспективу, создавали сплошную световую поверхность, ассоциируясь с чайками и волнами Днепра. После пожара на станции «Осокорки» в марте 2012 года на «Почтовой площади» была демонтирована пластиковая обшивка светильников, которая также была признана пожароопасной. Взамен установлены типовые люминесцентные светильники.
Платформа на станции несколько сужена (вместо стандартных 12 метров — 8) — это было сделано вынужденно из-за узости улицы, под которой построена станция и невозможности её расширения путём переноса или сноса зданий и домов.

## Изображения

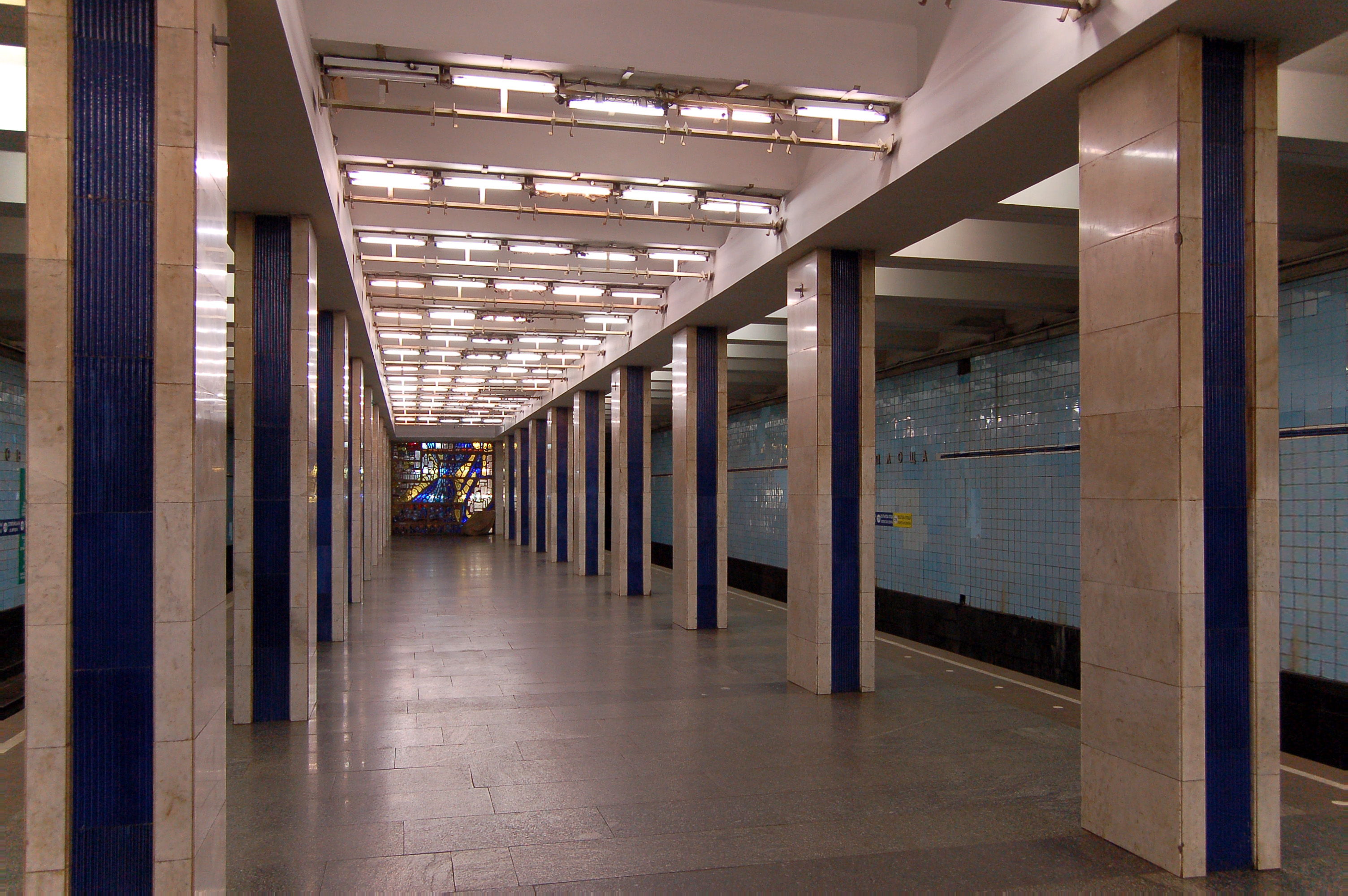
Платформа станции
Витраж в торце платформы
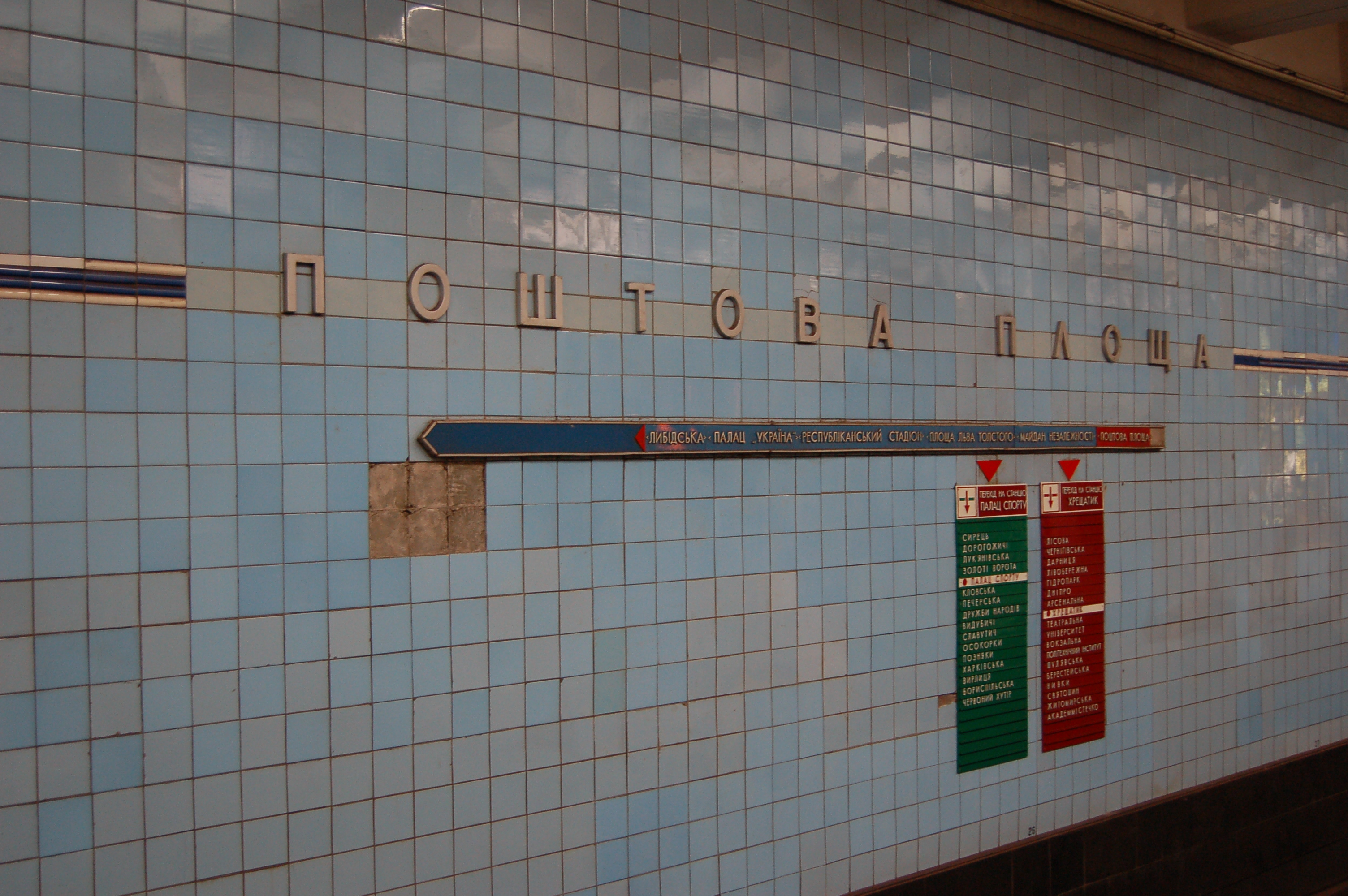
Название станции на путевой стене
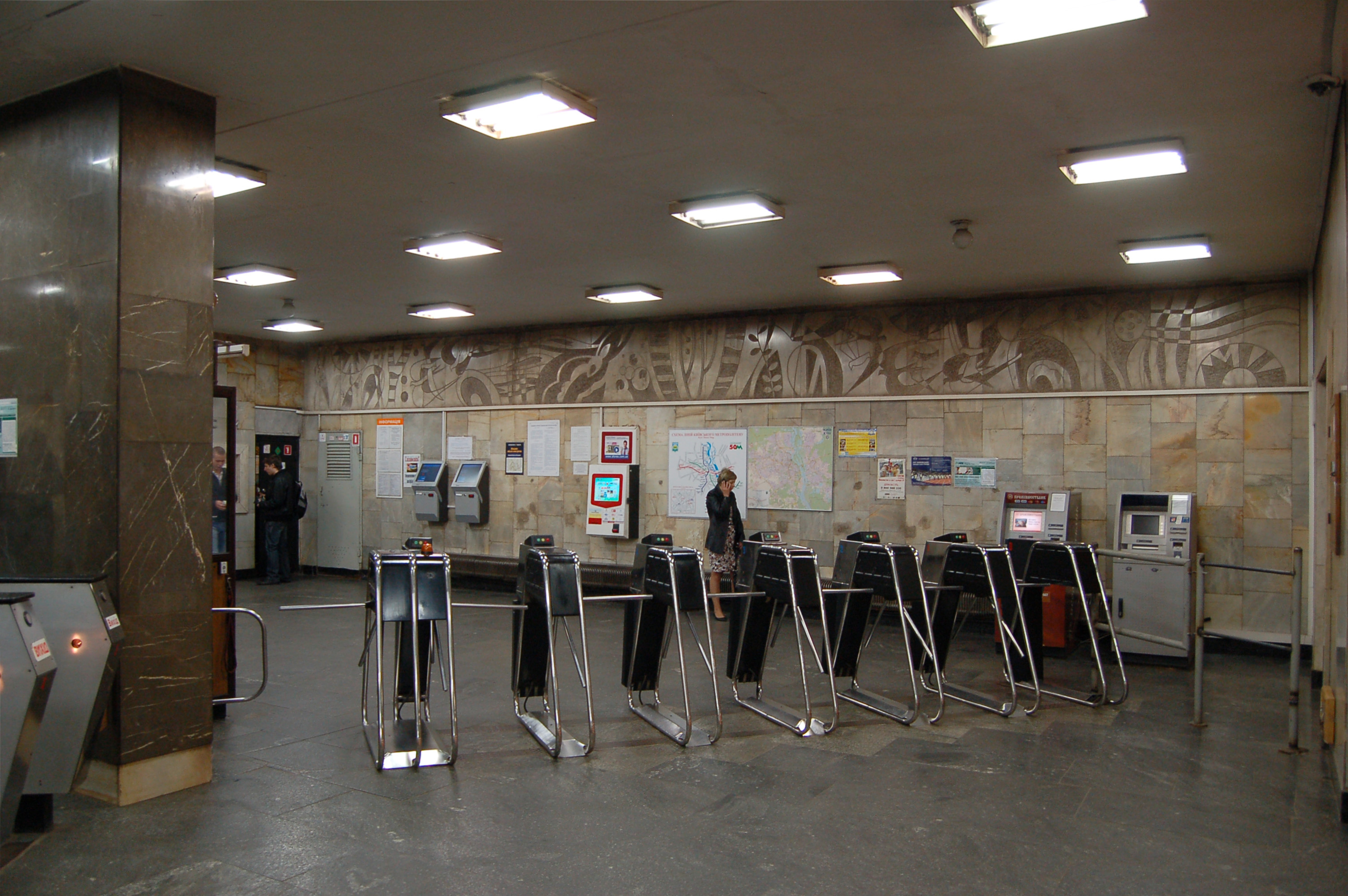
Подземный вестибюль
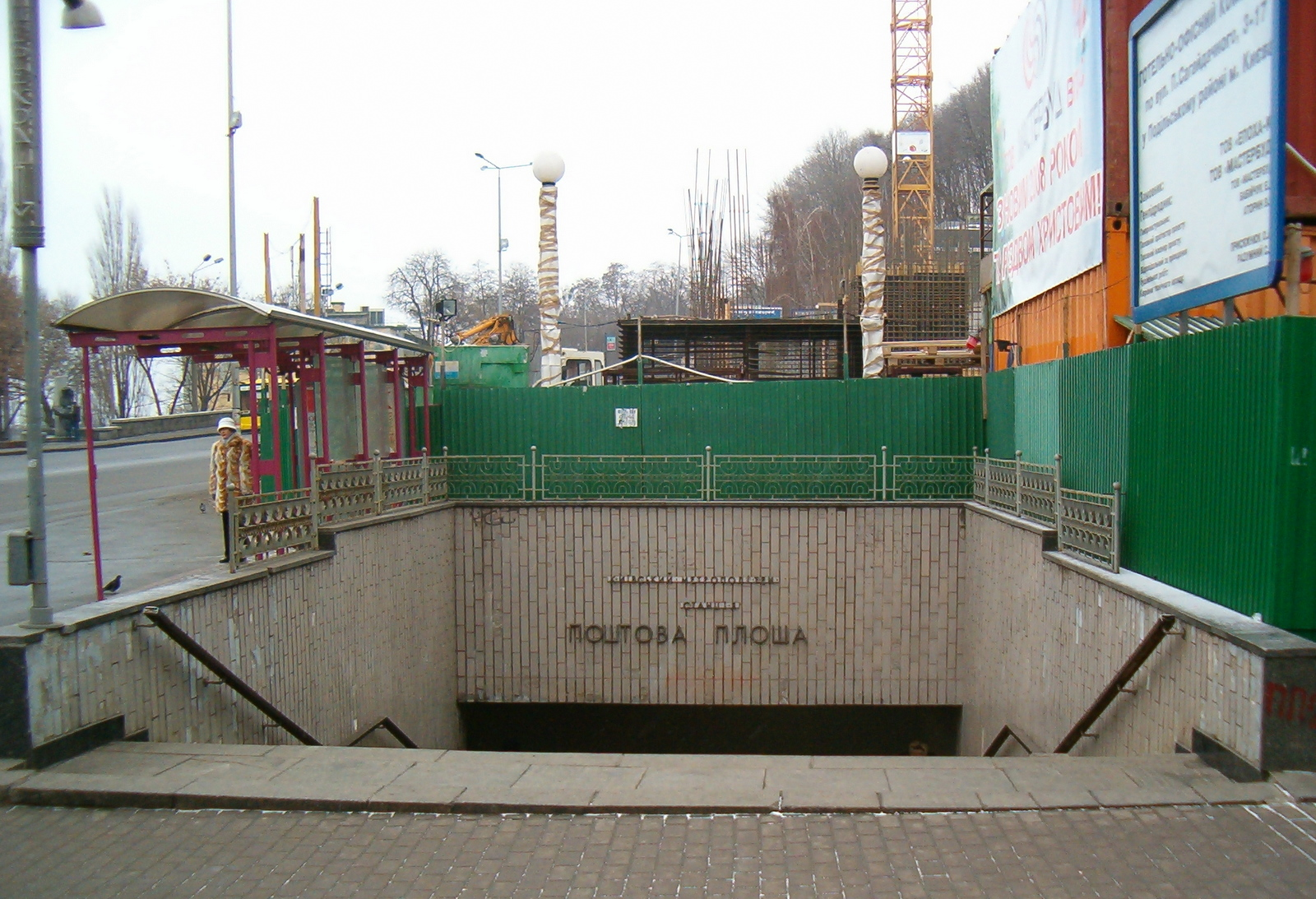
Вход на станцию с Почтовой площади

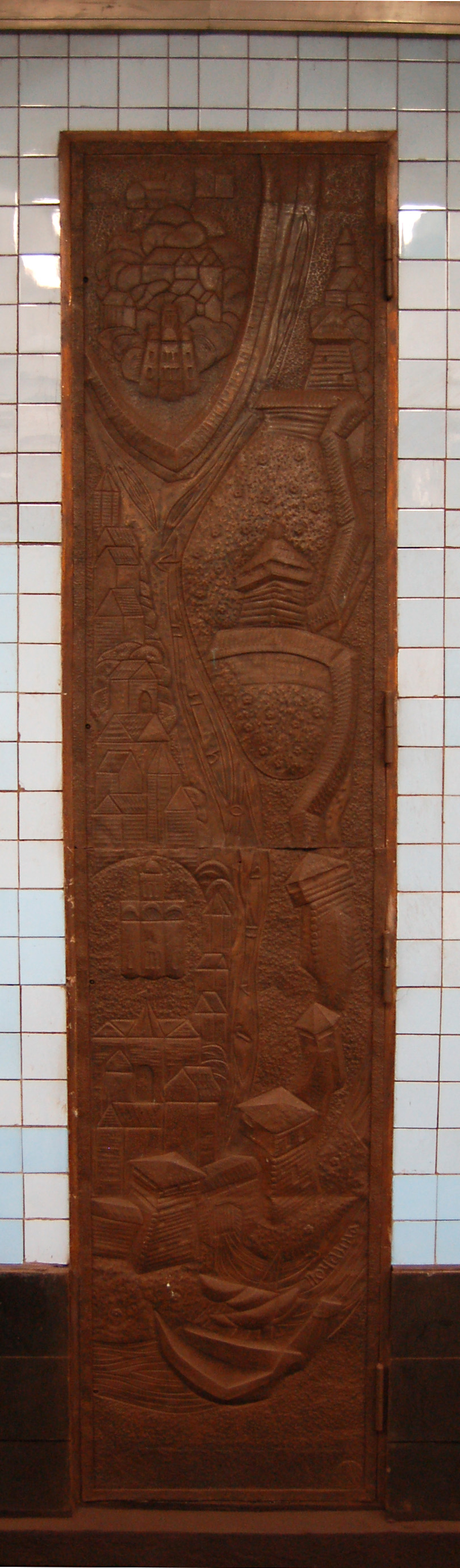
Дверца на путевой стене, первый путь
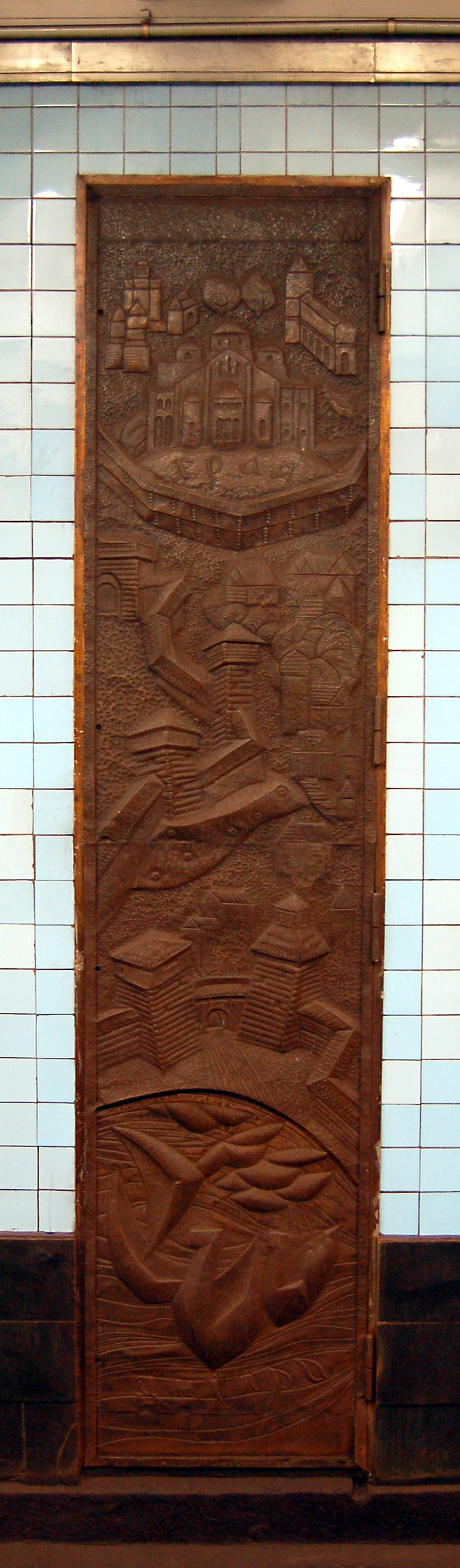
Дверца на путевой стене, второй путь
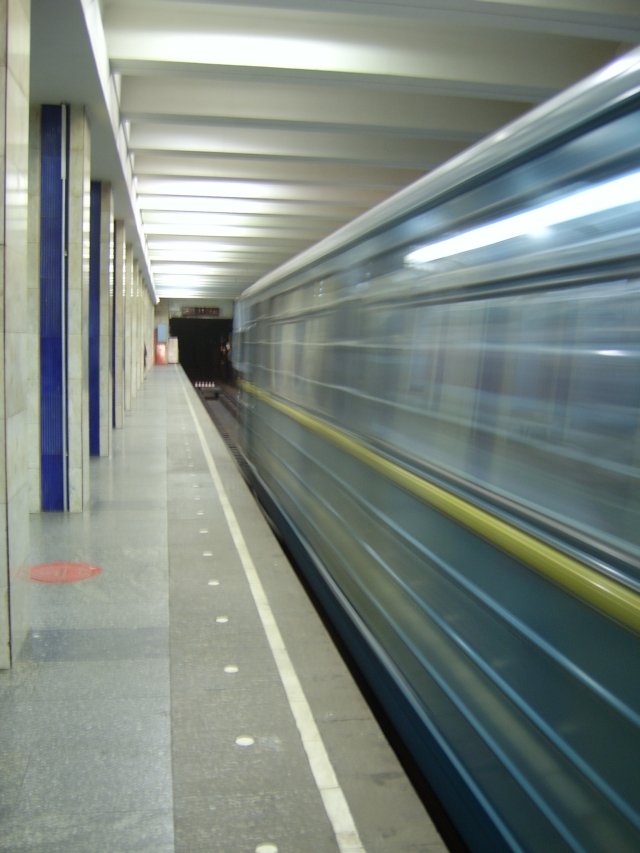
Прибытие поезда
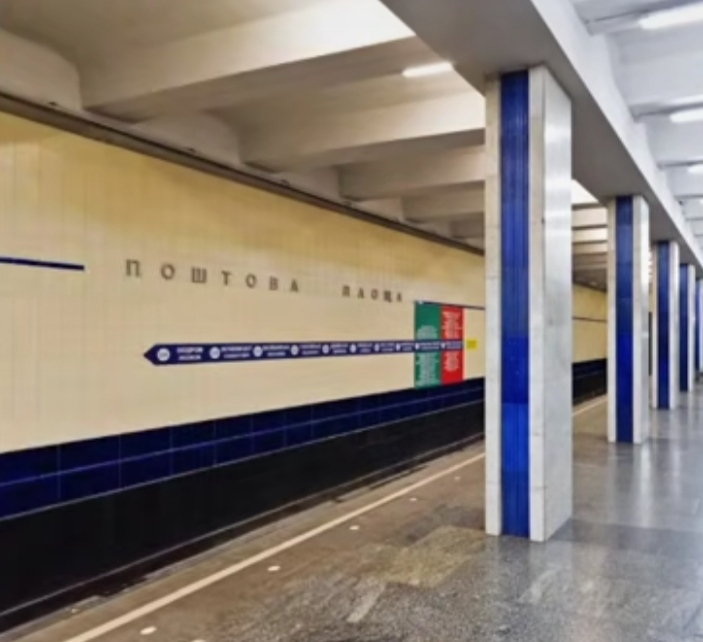
Название станции на путевой стене и часть платформы

## Режим работы
Открытие — 5:45, закрытие — 0:10
Отправление первого поезда в направлении:

ст. «Героев Днепра» — 5:49

ст. «Выставочный центр» — 5:46
Отправление последнего поезда в направлении:

ст. «Героев Днепра» — 0:20

ст. «Выставочный центр» — 0:18